# Омары на обед
«Омары на обед» (итал. Aragosta a colazione) — кинокомедия режиссёра Джорджо Капитани.

## Сюжет
Энрико Туччи (Энрико Монтесано) — человек, который в жизни коллекционировал только неудачи: на работе, где он, продавец унитазов, постоянно находится под угрозой увольнения, и в личной жизни, где он женат на Матильде (Силвия Дионисио), официантке из ресторана, которая считает его неудачником. Ему даже не удается покончить жизнь самоубийством, отравившись газом, потому что баллон с газом испорчен, а также прыгнув с крыши дома, потому что падение заканчивается на грузовике, который перевозит матрасы. Полной противоположностью является жизнь Марио Спинози (Клод Брассёр), экс-футболиста, теперь находящегося на содержании богатой жены Карлы (Клодин Оже), у которого общего с Энрико есть только то, что они учились в одной школе.
Чтобы избежать очередного увольнения, Энрико приходит к Марио просить о помощи, после того, как увидел его фотографию в газете. Марио не до него: пользуясь отъездом жены, он планирует провести вечер с молодой стюардессой Моник (Джанет Агрен) и сначала он выгоняет Энрико, но когда неожиданно возвращается жена, он выдает Энрико за мужа Моник, обещая купить у него много унитазов.
Энрико приглашается на ужин, организованный Карлой, которая хочет убедить важного немецкого предпринимателя, чтобы тот подписал с ней контракт. Как оказывается, этот ужин обслуживается рестораном, в котором работает Матильда. Во время ужина возникают многочисленные недоразумениями и трагикомические ситуации: Энрико обсуждает сделку с немецким предпринимателем, который думает, что «черный тюльпан», который продает Энрико, — самый редкий вид цветка, а не линия унитазов. Марио пытается уединиться с Моник в оранжерее, но туда же приходят Карла и Энрико, которого она пытается соблазнить. В темноте Марио и Энрико случайно меняются местами. Марио страстно занимается любовью с собственной женой, думая, что это Моник, при этом Карла думает, что с ней Энрико. А у Энрико с Моник ничего не происходит, так как он думает, что он с Карлой. После этого Марио и Энрико опять случайно меняются местами. Моник бросает Марио. По итогам ужина Энрико теряет одновременно работу и жену, но становится любовником Карлы, которая обнаруживает измену Марио с Моник.
После периода совместной жизни между Энрико и Карлой оба становятся любовниками соответствующих супругов. В итоге, Карла проявляет инициативу и идет с Марио домой к Матильде, собираясь попросить её снова принять Энрико. В этот момент Карла, Марио и Матильда видят, что Энрико пробует снова покончить жизнь самоубийством, в действительности он прячется от Карлы на крыше дома. Убеждая Энрико, чтобы он не бросался вниз, Марио и Карла обещают различные подарки, но Энрико в конце концов случайно падает, но и на этот раз спасается, упав на грузовик, который перевозит матрасы.

## В ролях
| Актёр            | Роль           |
| ---------------- | -------------- |
| Энрико Монтесано | Энрико Туччи   |
| Клод Брассёр     | Марио Спинози  |
| Джанет Агрен     | Моник          |
| Клодин Оже       | Карла Спинози  |
| Сильвия Дионисио | Матильда Туччи |